# کشتی مین‌جمع‌کن کلاس برد
کشتی مین‌جمع‌کن کلاس برد (به انگلیسی: Bird-class minesweeper) یک کلاس از کشتی است.